# Eufeme (astronomia)
Eufeme è un piccolo satellite naturale di Giove scoperto nel 2003 da una squadra di astronomi dell'Università delle Hawaii guidata da Scott Sheppard e composta da David Jewitt, Jan Kleyna, Yanga Fernández e Henry Hsieh. La scoperta fu annunciata il 4 marzo 2003 assieme a quella di sei altri satelliti di Giove. Designato alla scoperta come S/2003 J 3, nel 2017 ha ricevuto l'ordinale Giove LX.
Stanti i suoi parametri orbitali, Eufeme è considerato un membro del gruppo di Ananke, costituito dai satelliti naturali di Giove irregolari caratterizzati da un moto retrogrado attorno al pianeta, da semiassi maggiori compresi fra i 19,3 e i 22,7 milioni di chilometri e da inclinazioni orbitali prossime ai 150° rispetto all'eclittica.
I dati orbitali specifici del satellite non sono ancora noti con precisione. Esso sembra e orbitare con moto retrogrado intorno a Giove in 561,518 giorni, ad una distanza media di 19,622 milioni di chilometri, con un'inclinazione di 146,363° rispetto all'eclittica e 146,377° rispetto all'equatore, e con un'eccentricità di 0,2507.
Eufeme sembra avere una dimensione di circa 2 km e una densità di 2,6×103 kg/m³. È presumibilmente composto di roccia silicea. Ha una bassa albedo di solo 0,04 (cioè riflette solo il 4% della radiazione incidente) e una magnitudine apparente pari a 23,4 che lo rende un oggetto molto poco luminoso.
Il satellite è dedicato all'omonima figura della mitologia greca, nutrice delle Muse.

Orbite dei satelliti irregolari di Giove.
Inclinazione dei principali membri del gruppo di Ananke in funzione del semiasse maggiore.